# UZA (作曲家)
UZA（ウザ、1970年4月23日 -、本名：立河 吉彦）は、日本のソングライター、音楽プロデューサー。アグレッツエンターテインメント代表取締役。

## 経歴・人物
1993年に音楽制作会社とマネージメント契約し、作曲・作詞家としてのキャリアをスタート。2022年現在までに400曲以上の楽曲を発表。中でもアニメ版『テニスの王子様』シリーズとの関わりが深く、第1期オープニングテーマ「future」を皮切りに240曲以上を提供している。
「AZUのラジオ」では2年間にわたって月替わりエンディングテーマを担当。
2006年より川本成とのユニット「NAruZA」として、2008年からは楠田敏之を加えた3名で「ナルウザクスダ」としても活動。
2011年、東日本大震災を機にエンターテイメント集団「エンリコ・イリソギ」を立ち上げ・プロデュースした。
2014年12月から2016年3月まで、東村山駅の一部ホームで発車メロディに使われた『東村山音頭』の音源アレンジを担当（その後2020年7月より復活採用）。
作曲・作詞の講師、およびボイストレーナーとしても活動。2015年に自身のプロデュースによりベリーメリーミュージック八王子校を開校、2019年まで在籍。翌2020年からは、自身が代表兼講師を務めるアグレッツミュージックスクールを開校。
娘は宝塚歌劇団雪組男役の結翔恋。

## ディスコグラフィ

### アルバム
- 『UZAのうた』（2007年、NECA-20041）
- 『THE PRINCE OF TENNIS SELF COVER ALBUM YOUR SONGS』（2007年、NECA-30194）
- 『THE PRINCE OF TENNIS II SELF COVER ALBUM YOUR SONGS』（2012年、NECA-30284）
- 『夢現』（2022年、BZCS-1198）

### シングル
- 『Dear Friend』(テニプリアーティスターズ) (2022年、NECM-11065)

## 出演

### ラジオ
- ナルウザクスダ（仮）（ぽけら、2008年9月15日 - 2009年12月28日）
- ナルウザクスダの!（音泉、2010年1月11日 - 2018年9月24日）
- ナルウザクスダなう!（YouTube、2021年4月 -）
- 新テニスの王子様 オン・ザ・レイディオ（文化放送、2022年7月度パーソナリティ）